# 22564 Jeffreyxing
22564 Jeffreyxing este un asteroid din centura principală de asteroizi.

## Descriere
22564 Jeffreyxing este un asteroid din centura principală de asteroizi. A fost descoperit pe 20 aprilie 1998 la Socorro, New Mexico, în cadrul proiectului LINEAR. Asteroidul prezintă o orbită caracterizată de o semiaxă mare de 2,23 ua, o excentricitate de 0,17 și o înclinație de 3,5° în raport cu ecliptica.